# 안토노프 A-15
안토노프 A-15(Antonov A-15)는 소련에서 생산된 글라이더이다. 올레크 안토노프가 설계를 맡았고 안토노프가 생산을 맡았다. V자 모양을 한 꼬리, 단일 좌석이 특징이다.
기존에 안토노프에서 생산된 A-11 글라이더, A-13 글라이더를 계량한 글라이더로서 알루미늄으로 제작되었다. 냉전 시대에 제작된 소련의 항공기로는 이례적으로 날개의 길이가 17m에 달하는 것이 특징이었으며 총 350대가 생산되었다. 1960년 6월에는 713.023km를 비행했을 정도로 많은 세계 기록을 수립했다.

## 설계 명세서

### 일반 특성
- 승무원: 1명
- 길이: 7.2 m (23 ft 7 in)
- 날개 길이: 17 m (55 ft 9 in)
- 높이: 조종석에서 1.15 m (3 ft 9 in)
- 날개 면적: 12 m2 (130 sq ft)
- 가로세로비: 24
- 날개: 기초 부분: NACA 643618, 끝 부분: NACA 633616
- 자체 중량: 273 kg (602 lb)
- 전체 중량: 380 kg (838 lb)

### 성능
- 고속 실속: 55 km/h (34 mph; 30 kn)
- 초과 금지 속도: 250 km/h (155 mph; 135 kn)
- 예행 속도: 140 km/h (87.0 mph; 75.6 kn)
- 윈치 이륙 속도: 120 km/h (74.6 mph; 64.8 kn)
- 그램(g) 제한: +7.5 -3 at 250 km/h (155.3 mph; 135.0 kn)
- 최대 활공 비율: 40 ~ 100 km/h (62.1 mph; 54.0 kn)
- 주행 속도: 0.6 m/s (120 ft/min) ~ 90 km/h (55.9 mph; 48.6 kn)
- 날개 무게: 31.6 kg/m2 (6.5 lb/sq ft)